# シアン化カドミウム
シアン化カドミウム（シアンかカドミウム、英 Cadmium cyanide）はカドミウムのシアン化物。白色の結晶で、強い毒性がある。

## 用途
金属の腐食防止目的で、塗料やめっきに使われる。

## 生成
塩化カドミウムまたは硝酸カドミウムを、シアン化カリウムまたはシアン化ナトリウムの水溶液で処理し、沈殿物を乾燥させて得られる。

## 性質
他のカドミウム化合物と同様に強い毒性を持ち、日本の毒物及び劇物取締法では毒物に分類されている。ラットに経口投与した場合の半数致死量（LD50）は16mg/kgである。シアン化カドミウム自体は不燃性だが、無機酸と反応し、猛毒で引火性のシアン化水素を生成する。有機酸との反応は比較的緩やかである。シアン化カリウムやシアン化ナトリウムとの反応により、様々な金属シアン化物が得られる。たとえば、シアン化カリウムと反応させると、テトラシアノカドミウム酸カリウムが生成される。